# マーチンベーカー Mk.1
マーチンベーカー Mk.1（Martin-Baker Mk.1）は、イギリスのマーチンベーカー・エアクラフト社が設計/製造した射出座席である。1940年代終わりに開発されたこの座席は、軍用機向けに最初に量産されたマーチンベイカー製ものであった。初期の設計は地上と空中での試験を経て1946年7月の同社従業員による試験射出の成功につながった。サンダース・ロー社製航空機向けに設計された座席はPre-Mk.1として知られている。

## 歴史

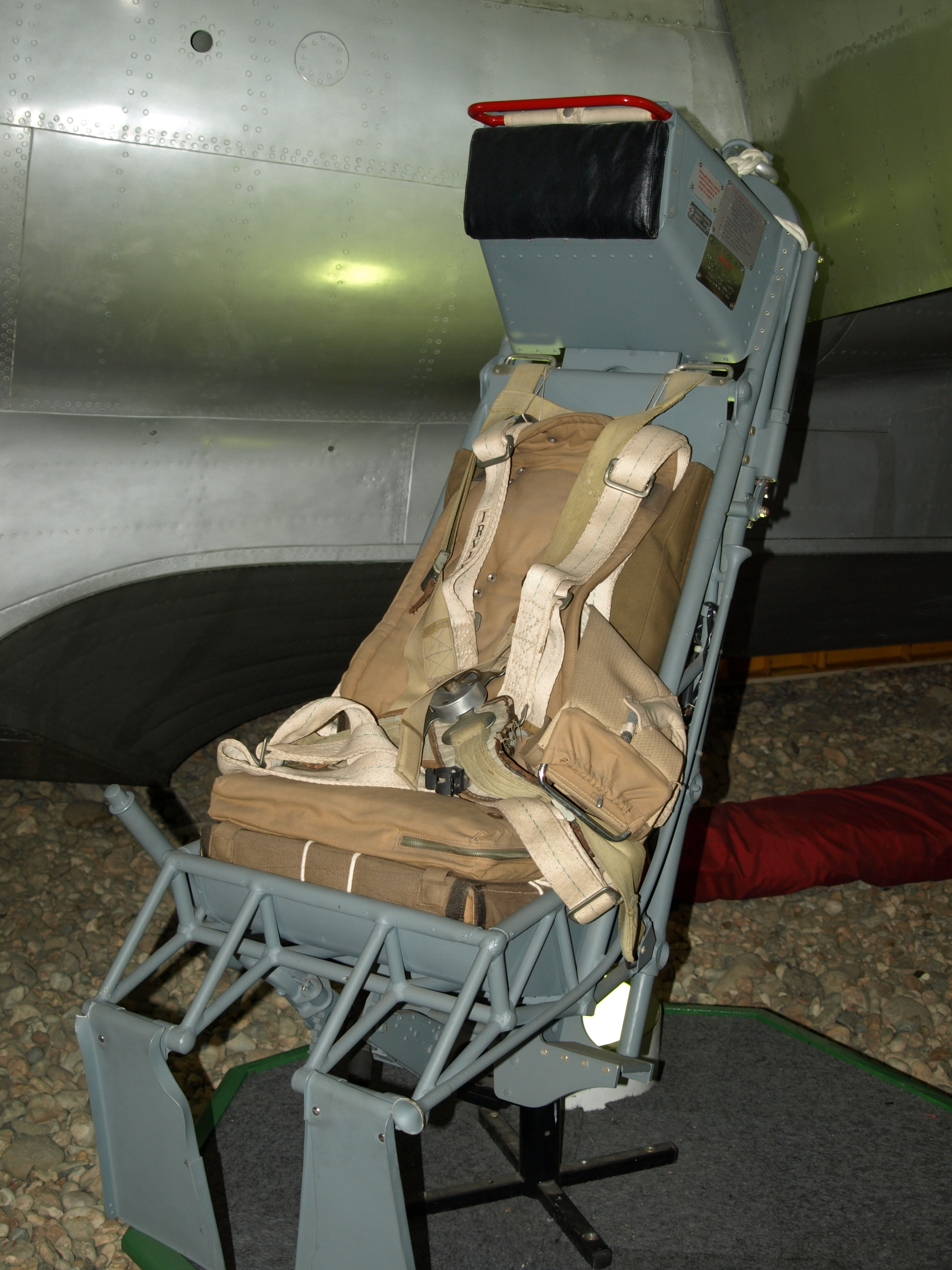
サウサンプトンのソレント・スカイ博物館で機体と共に展示されるサンダース・ロー SR.A/1に使用された前量産型のマーチンベイカー Pre-Mk.1

1942年のマーチン・ベイカー MB 3によるヴァレンタイン・ベイカーの死はジェームズ・マーティンを航空機搭乗員の脱出と救命の新しい手法の研究へと駆り立てた。マーティンは以前に航空機の救命装置の経験があり、バトル・オブ・ブリテンの期間にキャノピーの緊急投棄装置を設計していた。この装置は非常に優秀なもので、後にその生産期間中の全てのスピットファイア機に標準装備となった。
グロスター E.28/39 ジェット機の墜落事故後の1944年にマーティンはイギリス空軍参謀本部からの打診を受けた。空軍は高速度域でパイロットを機体から強制的に垂直尾翼を飛び越えるに十分な高さにまで射出する脱出機構を求めていた。ドイツとスウェーデンの技術者が同様の問題の課題を研究していたが、マーティンはこれを知らなかった。
当初マーティンは当時就役中の既存の戦闘機の機体に後付け可能な装置を研究していた。最初の設計はヒンジが垂直尾翼の近くにあるばね仕掛けで作動するスイングアームを使用した機構であった。マーチンベーカー社に改造とテスト用にボールトンポール デファイアント機が貸し与えられたが、この方式の研究は進められなかった。
次に火薬の爆発で座席を機体から放つ方法が研究されたが、Gフォースが人体にどのような影響を与えるかという情報が無かったため、これを知るためにデナムに16フィート (4.9 m)の試験用リグが造られた。1945年1月20日に200ポンド (91 kg)のダミーの重しがリグ上で射出され、4日後にマーチンベーカー社の実験技術員のバーナード・リンチ（Bernard Lynch）がこのシステムの試験に志願して、何の苦痛も感じることなく5フィート (1.5 m)弱の高さまで射出された。リンチが10フィートの高さに到達するまで徐々に火薬の量が増やされ、リンチは痛みを感じると報告した。試験のニュースは直ぐに航空雑誌に届き、『The Aeroplane』の記者が自分でリグでの射出を試してみて脊椎を圧迫されて入院した。
ジェームズ・マーティンはこの開発に深く関与し、座乗者が感じる加速度負荷の最高値を減じるために懸命になった。その解決策は火薬の爆発を2段階に分け、脊椎を保護する姿勢がとれるように座席を改修することであった。座席にはフットレストとフェイスブラインド点火ハンドルが追加された。
新しい高さ65フィート (20 m)の試験リグに移行されるまで16 ftリグでおおよそ200回の試験が実施された。1945年8月17日にバーナード・リンチが再度この新しいリグを初めて使用して、26フィート (7.9 m)強の高さまで射出された。その一方で空中での射出試験が必要なことは明らかであり、試験用に貸与されたデファイアント機の後部銃塔が撤去されて、1945年5月10日にそこに備え付けられた座席が地上に係留された機体から射出された。翌日には空中での射出が行われ、更に5回の空中での試験で対気速度計上300マイル毎時 (480 km/h)までの速度域で射出試験は成功した。
1945年9月12日にマーチンベーカー社は高速度域試験用の複座機の設計と製作の契約を与えられ、グロスター ミーティア機が改造された。この機体での最初の空中試験は1946年6月にチャルグローブ飛行場上空で実施されたが、ダミーを用いたこの試験は415マイル毎時 (668 km/h)という高速度でパラシュートが早期開傘してしまい失敗に終わった。遅延開傘装置が開発されたが、当初は数々の問題に悩まされた。数多くの試験を重ねてこのシステムが生身の人間にとっても十分に安全であるとの感触が得られると、1946年7月26日に再びバーナード・リンチが志願してチャルグローブ上空8,000フィート (2,400 m)でミーティア機の後部座席から自ら射出した。
徐々に高度と速度を上げて、ある時は生身の人間でまたある時はダミーでと数多くの試験が続けられた。1948年にはイギリス空軍や艦隊航空隊の航空機での使用のために量産に入る程度に設計は十分に固まっていた。これらからの発注に先立ちサンダース・ロー社が自社のSR.A/1 ジェット推進飛行艇用の射出座席を要請してきた。この座席は'Pre-Mk.1'として知られ、量産型のMk.1に盛り込まれた全ての改良点は備えていなかった。
1949年5月30日にアームストロング・ホイットワース AW.52の試作初号機 TS363が墜落し、パイロットのJ・O・ランカスター（J.O. Lancaster）はpre-Mk.1射出座席を使用して命拾いをした。これがイギリス人パイロットによる初の緊急射出であった。

## 作動手順
フェイスブラインド点火ハンドルを操作すると座席背後にある順次点火される2つの火薬が仕込まれた伸縮自在管の主銃筒に点火を開始する。座席がガイドレールを上昇すると緊急酸素供給装置が作動する。
座席が更に上昇し機外へ出るとコックピットの床に取り付けてある引き綱がドローグガンという名で知られる鋼索に点火して、これが座席の降下軌道を安定させる2つの小型パラシュートを開傘させる。この後で座乗者は自身の手でシートベルトを外し、リップコードを引いて手動で主落下傘を開く。

## 搭載機

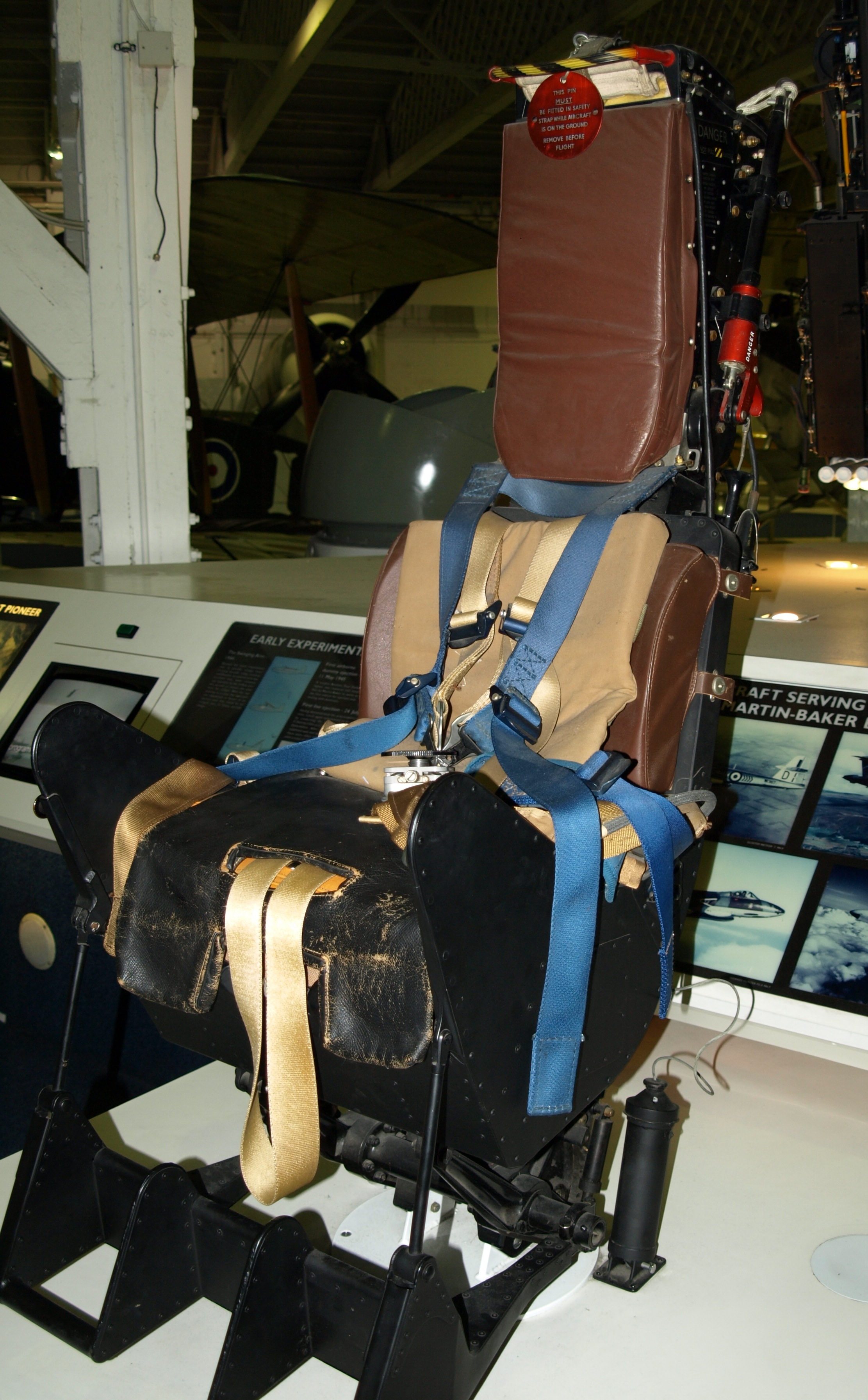
イギリス空軍博物館 ロンドン館に展示されているマーチンベーカー マーク1C射出座席

以下の機種の開発の過程でマーチンベーカー Mk.1射出座席が装備された。
テスト用機
- ボールトンポール デファイアント
- グロスター ミーティア

Pre Mk.1
- アームストロング・ホイットワース AW.52
- サンダース・ロー SR.A/1

Mk.1
List from Martin-Baker.
- イングリッシュ・エレクトリック キャンベラ
- グロスター ミーティア
- ホーカー ハンター
- ホーカー シーホーク
- スーパーマリン アタッカー
- ウェストランド ワイバーン
- アブロ・カナダ CF-100 カナック[10]
- スーパーマリン スイフト[10]

## 展示中の座席
- サウサンプトンのソレント・スカイ博物館にマーチンベイカー Pre-Mk.1が展示されている
- イギリス空軍博物館 ロンドン館にマーチンベーカー Mk.1Cが展示されている[11]。

## 要目 (Mk.1)
- 最大作動高度: 不明
- 最少作動高度: 不明
- 最少作動速度: 不明
- 最大作動速度: 400+ ノット 対気速度